# Francia en la Copa Mundial de Fútbol Sub-20 de 2013
La Selección de fútbol de Francia, fue uno de los 24 participantes de la Copa Mundial de Fútbol Sub-20 de 2013, que se llevó a cabo en Turquía del 21 de junio al 13 de julio de 2013.
Francia inició en el grupo A de la copa, junto con España, Ghana y Estados Unidos, en el cual, finalizó en segundo lugar con 4 puntos (una victoria, una derrota y un empate). Pese un arranque poco prometedor, los franceses lograron llegar hasta la final donde lograron consagrarse campeones del torneo.

## Participación

### Fase de grupos
| Equipo         | Pts | PJ | PG | PE | PP | GF | GC | Dif |
| -------------- | --- | -- | -- | -- | -- | -- | -- | --- |
| España         | 9   | 3  | 3  | 0  | 0  | 7  | 2  | 5   |
| Francia        | 4   | 3  | 1  | 1  | 1  | 5  | 4  | 1   |
| Ghana          | 3   | 3  | 1  | 0  | 2  | 5  | 5  | 0   |
| Estados Unidos | 1   | 3  | 0  | 1  | 2  | 3  | 9  | -6  |

| 21 de junio de 2013, 18:00 | Francia                                   | 3:1 (0:0) | Ghana      | Türk Telekom Arena, Estambul                             |                                                          |
|                            | Kondogbia 65' · Sanogo 68' · Bahebeck 79' | Reporte   | Boakye 85' | Asistencia: 4 133 espectadores Árbitro(s): Wilmar Roldán | Asistencia: 4 133 espectadores Árbitro(s): Wilmar Roldán |

| 24 de junio de 2013, 18:00 | Francia           | 1:1 (0:0) | Estados Unidos | Türk Telekom Arena, Estambul                           |                                                        |
|                            | Sanogo 48' (pen.) | Reporte   | Cuevas 85'     | Asistencia: 4 120 espectadores Árbitro(s): Carlos Vera | Asistencia: 4 120 espectadores Árbitro(s): Carlos Vera |

| 27 de junio de 2013, 20:00 | España                 | 2:1 (1:0) | Francia    | Türk Telekom Arena, Estambul                              |                                                           |
|                            | Alcácer 23' · Jesé 56' | Reporte   | Vion 90+1' | Asistencia: 7 511 espectadores Árbitro(s): Jonas Eriksson | Asistencia: 7 511 espectadores Árbitro(s): Jonas Eriksson |

#### Octavos de final
| 2 de julio de 2013, 21:00 | Francia                                                       | 4:1 (2:0) | Turquía   | Estadio Gaziantep Kamil Ocak, Gaziantep                              |                                                                      |
|                           | Kondogbia 18' · Bahebeck 34' · Yaya Sanogo 67' · Veretout 73' | Reporte   | Bakis 77' | Asistencia: 14,800 espectadores Árbitro(s): Alberto Undiano Mallenco | Asistencia: 14,800 espectadores Árbitro(s): Alberto Undiano Mallenco |

#### Cuartos de final
| 6 de julio de 2013, 18:00 | Francia                                                             | 4:0 (3:0) | Uzbekistán | Estadio Yeni Rize Şehir, Rize                           |                                                         |
|                           | Yaya Sanogo 31' · Pogba 35' (pen.) · Thauvin 43' (pen.) · Zouma 64' | Reporte   |            | Asistencia: 2,057 espectadores Árbitro(s): Sandro Ricci | Asistencia: 2,057 espectadores Árbitro(s): Sandro Ricci |

#### Semifinales
| 10 de julio de 2013, 18:00 | Francia         | 2:1 (1:0) | Ghana        | Estadio Bursa Atatürk, Bursa                               |                                                            |
|                            | Thauvin 43' 74' | Reporte   | Assifuah 47' | Asistencia: 6 314 espectadores Árbitro(s): Nawaf Shukralla | Asistencia: 6 314 espectadores Árbitro(s): Nawaf Shukralla |

### Final
| 13 de julio de 2013, 21:00 | Francia                                 | 0:0 (4:1 p.)               | Uruguay                             | Türk Telekom Arena, Estambul                               |                                                            |
|                            |                                         | Reporte                    |                                     | Asistencia: 20 601 espectadores Árbitro(s): Roberto García | Asistencia: 20 601 espectadores Árbitro(s): Roberto García |
|                            |                                         | Tiros desde el punto penal |                                     |                                                            |                                                            |
|                            | - Pogba - Veretout - Ngando - Foulquier |                            | - Velázquez - de Arrascaeta - Olaza |                                                            |                                                            |